# Valencia (tartomány)
Valencia tartomány (katalánul és valenciaiul Província de València, spanyolul Provincia de Valencia) egy tartomány Spanyolország keleti részén, Valencia autonóm közösségben, a Földközi-tenger partján. Székhelye Valencia.

## Népessége
| 2021 | 2 589 312 |
| 2024 | 2 709 433 |

## Közigazgatása
Valencia tartományt 265 település alkotja, központja València.

### Megyék
Megyéinek (comarca) száma: 17.
- Camp de Morvedre (Campo de Morvedre)
- Camp de Túria (Campo de Turia)
- Canal de Navarrés
- Costera
- Foia de Bunyol (Hoya de Buñol)
- Horta de València (Huerta de Valencia) – további részekre osztva:
  - Horta Nord (Huerta Norte)
  - Horta Oest (Huerta Oeste)
  - Horta Sud (Huerta Sur)
  - València (Valencia)
- Plana d'Utiel (Plana de Utiel-Requena)
- Racó d'Ademús (Rincón de Ademuz)
- Ribera Alta
- Ribera Baixa (Ribera Baja)
- Safor
- Serrans (Serranos)
- Vall d'Albaida (Valle de Albaida)
- Vall de Cofrents (Valle de Cofrentes)

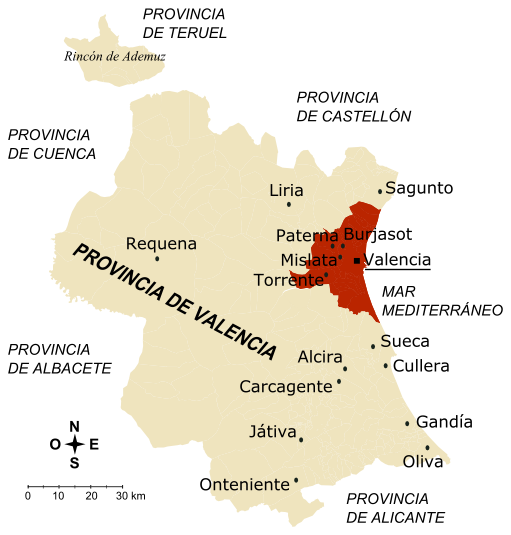
A tartomány nagyobb települései